# L'Aventurière des Champs-Élysées
Pour plus de détails, voir Fiche technique et Distribution.
L'Aventurière des Champs-Élysées est un film français réalisé par Roger Blanc, sorti en 1957.

## Synopsis
Après le cambriolage d'une maison de haute couture parisienne et le vol de bijoux, le commissaire Legrand mène l'enquête. Ses soupçons se portent sur Linda, la grande couturière. Il décide de la suivre à Nice où elle doit présenter sa prochaine collection.

## Fiche technique
- Titre français : L'Aventurière des Champs-Élysées
- Réalisation : Roger Blanc
- Scénario : Pierre Gaurier
- Décors : Jean Douarinou
- Photographie : Pierre Dolley
- Montage : Jacques Mavel
- Son : Jacques Gallois
- Musique : Daniel White
- Sociétés de production : Films de Diane
- Pays d'origine :  France
- Format :  Couleur - 2,35:1 - 35 mm - Son mono
- Genre : Policier
- Durée : 80 minutes
- Date de sortie :  
  - France - 24 juillet 1957

## Distribution
- Georges Rollin : Commissaire Daniel Legrand
- Jean Lara : Raymond Laurent
- Gamil Ratib : Christian Forestier
- Françoise Fabian : Josette Darcanges
- Nicole Jonesco : Yvette
- Simone Sylvestre : Monique
- Tilda Thamar : Linda Darcanges
- Jean Tissier : Drekell
- Annie Berval : la bonne
- Denise Carvenne